# Imma lacessens
Imma lacessens is een vlinder uit de familie van de Immidae. De wetenschappelijke naam van de soort is voor het eerst geldig gepubliceerd in 1952 door Alexey Diakonoff.